# سونترا گوپتا
سونترا گوپتا (انگلیسی: Sunetra Gupta؛ زادهٔ ۱۹۶۵ (۵۹–۶۰ سال)) یک دانشمند اهل هند است.

## زندگی
او در سال ۱۹۶۵ در گوپتا در هند به دنیا آمد. او در رشته زیست‌شناسی در دانشگاه پرینستون تحصیل کرده‌است.